# Hemileuca diana
Hemileuca diana är en fjärilsart som beskrevs av Alpheus Spring Packard 1874. Hemileuca diana ingår i släktet Hemileuca och familjen påfågelsspinnare. Inga underarter finns listade i Catalogue of Life.